# Raymond Devos

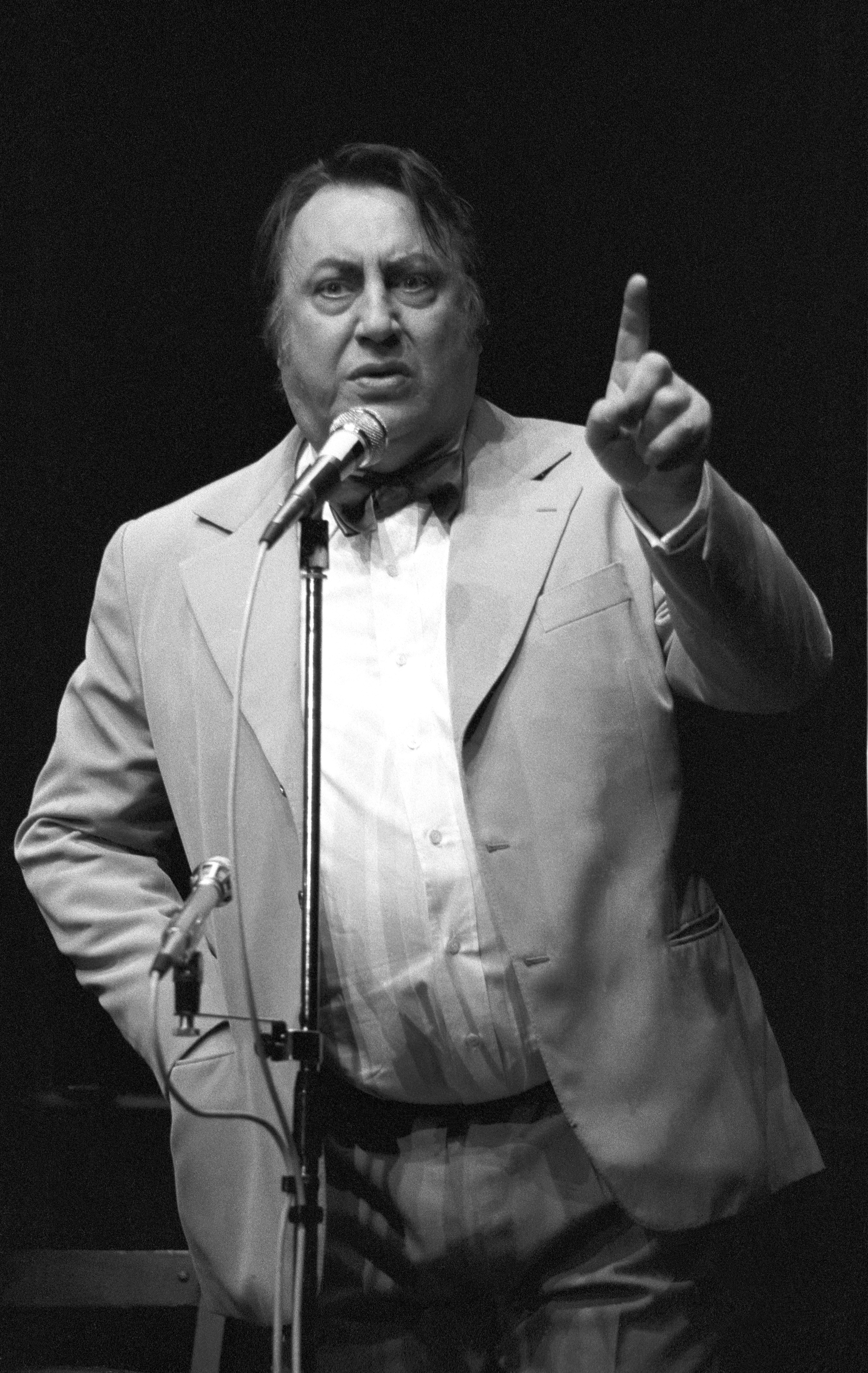
Raymond Devos, 1980

Raymond Devos (* 9. November 1922 in Mouscron, Belgien; † 15. Juni 2006 in Saint-Rémy-lès-Chevreuse, Département Yvelines, Frankreich) war ein französisch-belgischer Komiker, Comedian und Clown.

## Leben
Devos war vor allem durch seine Wortspiele bei Auftritten im Fernsehen und für seinen surrealen Humor bekannt. Beim französischen Publikum stieg Devos zum Star auf. Seine ersten Erfolge erzielte er in den 1950er Jahren.
Er wurde in die Ehrenlegion aufgenommen und erhielt den Grand Prix du Théâtre der Académie française.

## Werke (Auswahl)

### Sketche
- 1968: Ça n’a pas de sens
- 1976: Sens dessus dessous
- 1989: À plus d'un titre
- 1991: Matière à rire, l’intégrale
- 1996: Un jour sans moi

### Romane
- 2002: Les Quarantièmes délirants
- 2003: Une chenille nommée Vanessa (mit Yves Saint-Laurent)
- 2005: Sans titre de noblesse

### Bücher
- 2005: Raymond Devos, funambule des mots

### Filme
- 1957: Vous n’avez rien à déclarer ? (von Clément Duhour)
- 1963: Tartarin de Tarascon (von Francis Blanche)
- 1965: Elf Uhr nachts (Pierrot le fou) (von Jean-Luc Godard)
- 1972: La Raison du plus fou

## Auszeichnungen und Preise
- Kommandeur der Ehrenlegion
- 1975: Großer Preis der Akademie Charles Cros
- 1989: Molière für die beste One-Man-Show
- 2000: Molière ehrenhalber
- 2001: Großer Humorpreis der SACEM